# Lijst van personen uit Innsbruck
Dit is een chronologische lijst van personen die in de Oostenrijkse stad Innsbruck geboren of overleden zijn.

## Geboren in Innsbruck

### Voor 1900
- Frederik III (1415-1493), koning van Duitsland en vanaf 1452 tot 1493 keizer van het Heilige Roomse Rijk
- Margaretha II van Oostenrijk (1416-1486), echtgenoot van keurvorst Frederik II van Saksen
- Anna van Tirol (1585-1618), koningin- en keizerin-gemalin van het HRR, aartshertogin-gemalin van Oostenrijk, koningin-gemalin van Bohemen en koningin-gemalin van Hongarije
- Karel Komzák III (1878-1924), componist en dirigent

### 1900–1959
- William Berger (1928-1993), acteur
- Ludwig Hoffmann von Rumerstein (1937-2022), edelman en advocaat
- Wolfgang Steinmayr (1944), wielrenner

### 1960–1979
- Michael Hadschieff (1963), langebaanschaatser
- Eva Lind (1966), sopraan en televisiepresentatrice
- Michael Baur (1969), voetballer
- Karl Wechselberger (1970), Italiaans ruiter

### 1980–1989
- Mirjam Weichselbraun (1981), televisiepresentatrice
- Thomas Rohregger (1983), wielrenner
- Anna Rokita (1986), langebaanschaatsster
- Manuel Poppinger (1989), schansspringer

### 1990–1999
- Nathan Trent (1992), zanger
- Ricarda Haaser (1993), alpineskiester
- Victoria Swarovski (1993), zangeres en presentatrice
- Stephanie Venier (1993), alpineskiester
- Armin Hager (1994), langebaanschaatser
- Dominik Raschner (1994), alpineskiër
- Linus Heidegger (1995), langebaanschaatser
- Nina Ortlieb (1996), alpineskiester
- Jasmin Pal (1996), voetbalster

### Vanaf 2000
- Lilli Purtscheller (2003), voetbalster

## Overleden in Innsbruck (elders geboren)
- Keizer Frans I Stefan (1708-1765), Rooms-Duits koning en keizer
- Francesco Morlacchi (1784-1841), Italiaans componist, dirigent, organist, pianist en violist
- Viktor Weber von Webenau (1861-1932) , Oostenrijks-Hongaars militair
- Ernst Happel (1925-1992), voetballer en voetbaltrainer
- Bruno Pezzey (1955-1994), voetballer
- Régine Cavagnoud (1970-2001), Frans alpineskiester
- Leopold Vietoris (1891-2002), wiskundige
- Don Burgers (1932-2006), Nederlands politicus
- Paul Flora (1922-2009), tekenaar, karikaturist, graficus en illustrator
- Milan Horvat (1919-2014), Kroatisch dirigent